# Tárnok
Tárnok es un pueblo húngaro perteneciente al distrito de Érd, condado de Pest.

## Superficie
Cuenta con una superficie de 23,61 km².

## Demografía
Hasta 2024 la población era de 10 488 habitantes, con una densidad de población de 444,21 hab/km².
| Gráfica de evolución demográfica de Tárnok entre 2020 y 2024 |
|                                                              |
| Datos según la Oficina Central de Estadística de Hungría.    |